# Ferenc Farkas
Ferenc Farkas (15 de diciembre de 1905 - 10 de octubre de 2000) fue un compositor húngaro clásico.

## Biografía
Farkas nació en Nagykanizsa y comenzó sus estudios de composición en la Academia de Música de Budapest (1922-1927), donde sus maestros fueron Leó Weiner y Albert Siklós. Estudió más adelante con Ottorino Respighi en Roma (1929-1931). 

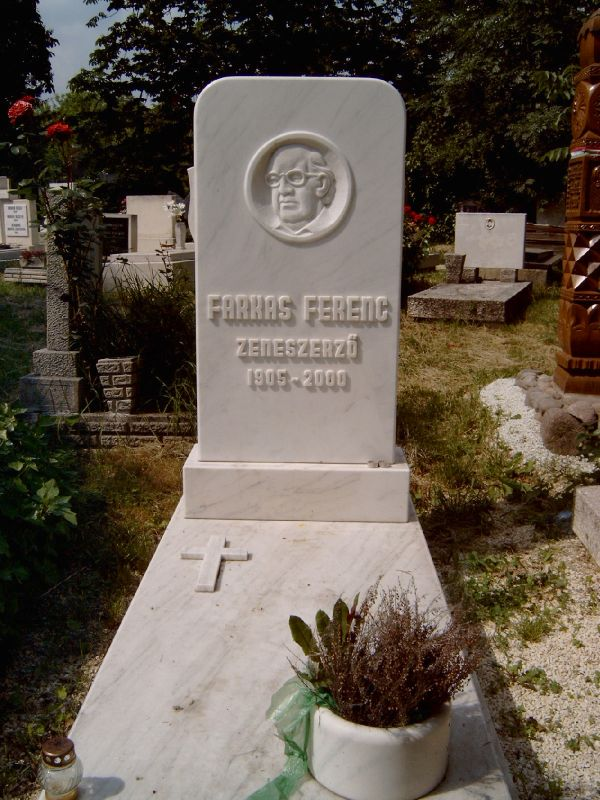
Tumba de Farkas en Budapest.

Tras largas estancias en Viena y Copenhague, Farkas enseñó y dirigió en su país natal, y en 1949 fue designado profesor de composición en la Academia Franz Liszt de Budapest. Se retiró de este puesto en 1975 y murió en Budapest. 
Entre sus alumnos están György Kurtág, György Ligeti, Emil Petrovics, Zsolt Durkó y Attila Bozay. Como compositor, Farkas escribió más de 700 obras de trabajos en una amplia variedad de géneros. Su estilo es melódico, imaginativo y generalmente tonal, si bien a veces utilizó técnicas dodecafónicas.

## Obras
Para piano:
- Cuaderno de Roma (1931).
- 3 Burlescas (1941).
- Danzas húngaras del siglo XVIII (1943).
- Correspondencias e híbridos (1957).

Música de cámara:
- 3 Sonatinas, para violín y piano (1930, 1931 y 1960).
- Balada, para violonchelo y piano.
- Quinteto de viento (1951).

Orquesta:
- Divertimento (1930).
- Preludio y fuga (1947).
- Piccola musica di concerto, para cuerda (1962).
- Planctus et consolationes (1965).

Solista y orquesta:
- Concertino, para arpa (1937).
- Concertino, para piano.
- Trittico concertante, para violonchelo y cuerda (1964).
- Serenata concertante, para flauta y cuerda (1967).

Voz y piano:
- Cesto de frutas (1946).
- 3 Melodías (1960).
- Homenaje a Alpbach (1968).
- Autumnalia (1969).

Voz y orquesta:
- Calendario, para soprano, tenor y orquesta (1956).

Coro y orquesta:
- Cantata lírica (1947).
- Cantus pannonicus (1959).
- Laudatio Szigetiana (1966).
- Primavera (1966).

Música escénica:
- El armario mágico, ópera (1942).
- Vidróczki, ópera (1964).
- Los estudiantes rusos, ballet (1949).

## Enlaces relacionados
- Notas y discografía de Farkas en http://www.allmusic.com/
- Ferenc Farkas' official website desarrollado por Andràs Farkas, el hijo del compositor, con la biografía y la descripción de las obras en varios idiomas y muestras musicales, en la actualidad alrededor de 160 obras.

- Datos: Q367539
- Multimedia: Ferenc Farkas (composer) / Q367539